# 박상현 (1995년)
박상현(1995년 8월 22일 ~ )은 대한민국의 스타크래프트 프로게이머로 아이디는 Soma, 종족은 저그이다.

## 개요
스타크래프트 루키리그를 통해 SouL에서 선수 제의를 받았으나 포기하고 대학교 진학을 선택한 박상현은 이후 학업을 접고 자신의 절친인 임홍규의 제안으로 본격적으로 아프리카TV 개인 방송에 입문하였으며 2019년에 열린 아마추어 스타크래프트 개인리그에서 각종 상을 휩쓸며 아마추어 최강자로 정평을 얻었고 심지어 ASL 및 KSL에서도 아마추어급의 실력을 뛰어넘어 전직 프로 선수들과의 대결에서도 밀리지 않을만큼의 눈부신 잠재력을 보여주고 있다.

## 주요 성적
- 아프리카TV 스타크래프트 멸망전 2019 시즌 1 우승
- CMSL 시즌 1 준우승
- ACS 시즌 1 우승
- 아프리카TV 스타리그 시즌 8 24강
- 아프리카TV 스타크래프트 멸망전 2019 시즌 2 준우승
- 코리아 스타크래프트 리그 시즌 4 4강
- 아프리카TV 스타크래프트 멸망전 2020 시즌 1 4강
- 아프리카TV 스타리그 시즌 9 4강
- CMSL 시즌 3 우승
- 아프리카TV 스타 팀리그 시즌 1 7위 (아이소이 시카고 다이스)
- 아프리카TV 스타리그 시즌 10 준우승